# 唐山市历史建筑
唐山市历史建筑是由唐山市人民政府公布的河北省唐山市境内的历史建筑，现已公布1批。

## 第一批
第一批唐山市历史建筑共6处，于2018年9月16日由唐山市人民政府批复确定，9月19日由唐山市城乡规划局公布。
1. 唐山启新水泥工业博物馆1号磨坊
2. 唐山启新水泥工业博物馆石渣库
3. 唐山启新水泥工业博物馆熟料库
4. 唐山启新水泥工业博物馆木栈合
5. 唐山启新水泥工业博物馆老浴室
6. 唐山百货大楼集团条式楼

## 图集

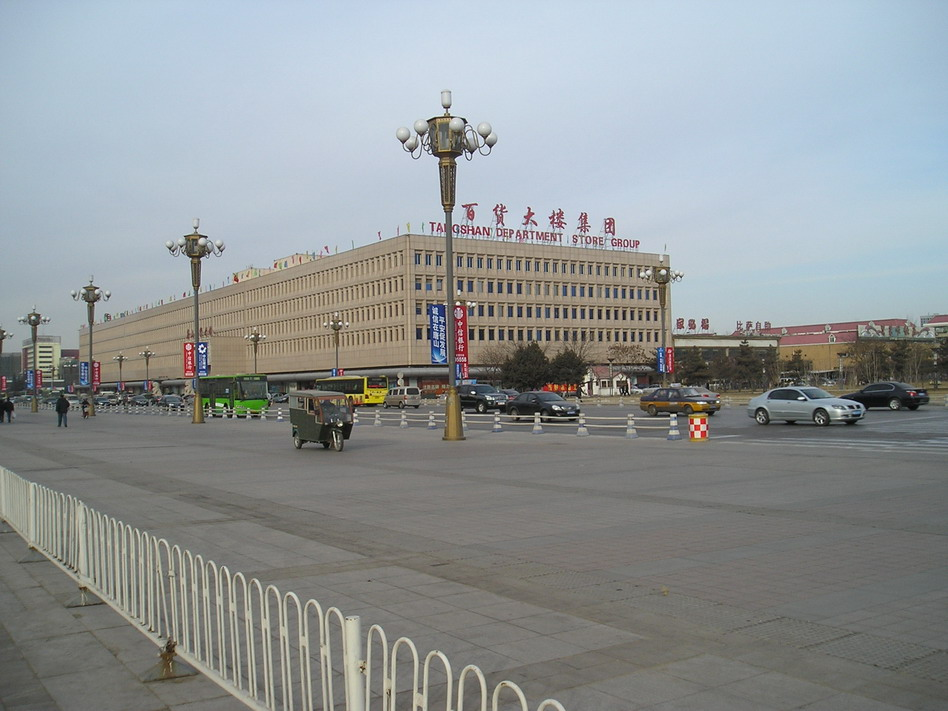
百货大楼集团条式楼